# Geckoella yakhuna
Geckoella yakhuna là một loài thằn lằn trong họ Gekkonidae. Loài này được Deraniyagala mô tả khoa học đầu tiên năm 1945.